# 매킨섬

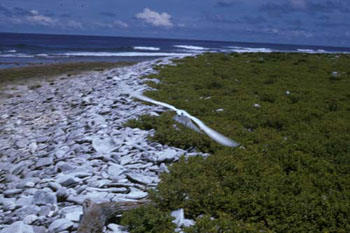
매킨섬

매킨섬(McKean Island)은 태평양 중서부에 위치한 키리바시의 섬으로, 피닉스 제도에 속한다.
키리바시는 2006년 피닉스 제도 보호구역으로 선언했다.